# Juan Manuel Hurtado Pérez
Juan Manuel "Piti" Hurtado Pérez (Cáceres; 24 de mayo de 1974), es un entrenador profesional de baloncesto, analista y comentarista de televisión español. 

## Biografía

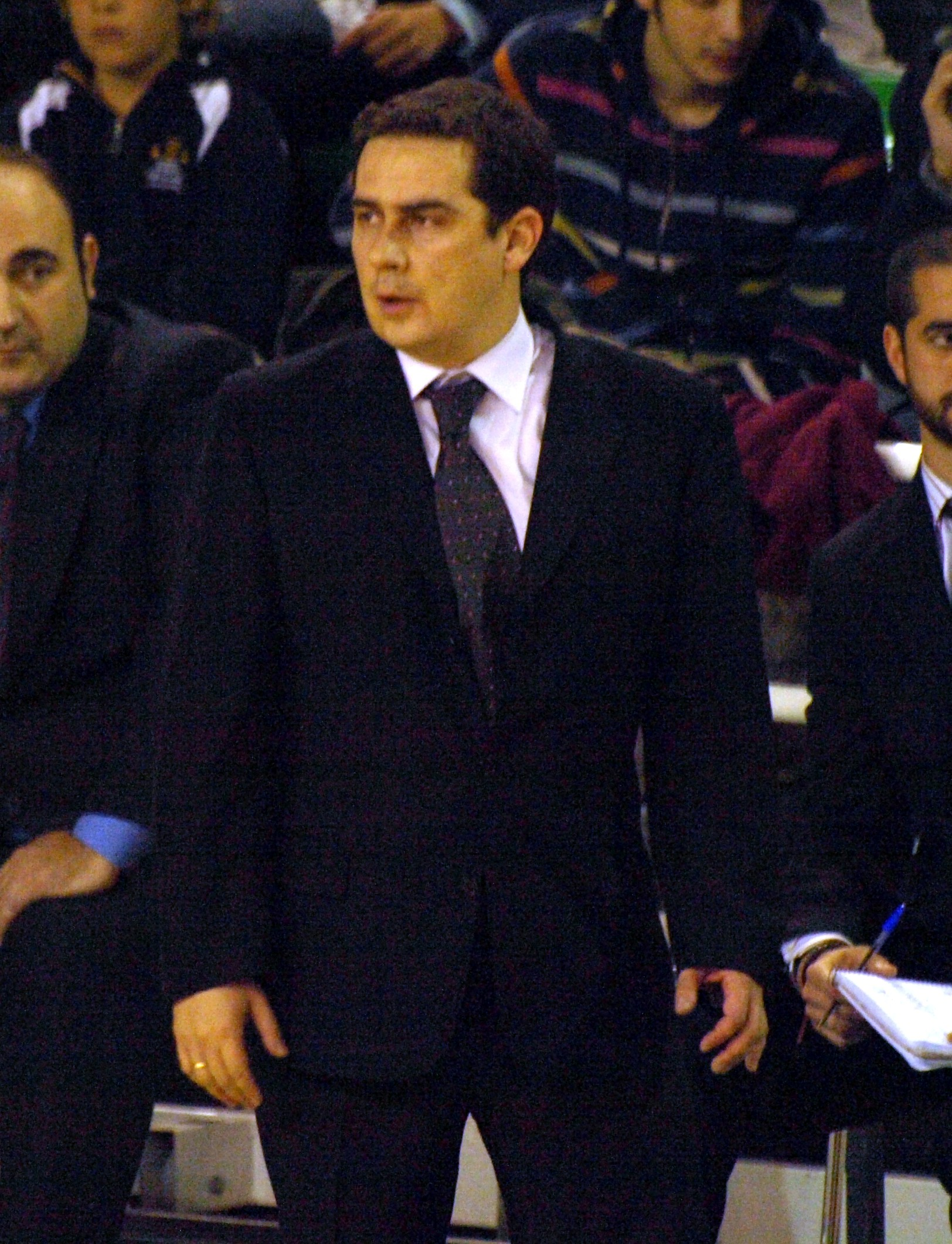
Piti Hurtado dirigiendo partido en la Liga Leb Oro (España)

Nacido en la ciudad de Cáceres el 24 de mayo de 1974, su trayectoria profesional dentro del mundo del baloncesto se inició cuando entró a formar parte de la estructura del desaparecido Cáceres C.B. de la liga ACB del que llegó a ser su segundo entrenador durante el periodo 2000-2002. Durante la temporada 2002-2003 además fue colaborador de la Utah University.
Su primer club como entrenador principal fue el AB Mérida de liga EBA al que dirigió entre las temporadas 2003 y 2005. Posteriormente, en la temporada 2005-06 fichó por el CAI Zaragoza de la liga LEB como segundo entrenador en el que estuvo a las órdenes de Alfred Julbe.
A partir de 2006 abre cuenta en la plataforma de streaming Youtube y comienza a editar y a subir vídeos relacionados con el baloncesto, su táctica y técnica.
En el 2007 vuelve a Cáceres para formar parte de un nuevo proyecto encaminado a recuperar el baloncesto de élite en la capital cacereña inicialmente como director general forma parte del Cáceres 2016 que arranca la temporada 2007-08 en la LEB de Plata. Los malos resultados hacen que el entrenador, Fede Pozuelo, sea cesado por lo que Hurtado pasa a ocupar el puesto de primer entrenador consiguiendo clasificar al Cáceres 2016 para disputar los play-off de ascenso a la liga LEB Oro, aunque el objetivo del ascenso no se culmina. No obstante, tras la desaparición del CB Alcudia, el Cáceres 2016 adquiere sus derechos para participar en la LEB Oro por lo que durante la temporada 2008-09, Hurtado se mantiene como entrenador del equipo extremeño en dicha categoría.
Hurtado vuelve a iniciar la temporada 2009/10 como entrenador de la primera plantilla del Cáceres 2016 el LEB Oro, pero el irregular inicio del equipo (balance de 3 victorias y 5 derrotas) hace que dimita tras poner su cargo a disposición del club y no encontrar el respaldo esperado y además tras decidir no aceptar el cargo de director general que se le ofreció para que continuara formando parte del proyecto extremeño.
En agosto de 2013, ficha como entrenador en el equipo japonés de Levanga Hokkaido, convirtiéndose en el primer entrenador profesional de baloncesto español en dirigir en el país del sol naciente. En su primera temporada consiguió la mejor marca histórica del equipo de Sapporo. A pesar de quedarse fuera de play-offs, solamente por el basket-average, Levanga Hokkaido pasó de ser un equipo absolutamente perdedor a un aspirante a jugar play-offs logrando victorias de prestigio ante casi todos los grandes equipos de la liga nipona (solo Toshiba se les resistió).
En diciembre de 2014 el técnico extremeño fue cortado por los Levanga Hokkaido, tras el mal arranque de liga, con un balance de 4 victorias y 12 derrotas que dejaban al equipo penúltimo de su conferencia.
En abril de 2015 el equipo Guaiqueries de Margarita, perteneciente a la Liga Profesional de Baloncesto (LPB) de Venezuela, anunció la contratación de Hurtado a través de la cuenta de Twitter del equipo. El español tomó las riendas del equipo a falta de 4 partidos para finalizar la temporada regular, con el conjunto ubicado en el 6º lugar de la tabla (19 victorias - 14 derrotas) y dificultades para asegurar la clasificación a los play off. Sustituyó al puertorriqueño Tony Ruiz. Con Hurtado, los Guaiqueríes consiguieron la clasificación para el Playoff y avanzaron hasta las semifinales de la Liga Profesional de Venezuela, perdiendo 4-1 contra los Marinos de Anzoátegui.
En octubre de 2015 pasa a ser comentarista en la plataforma de pago Movistar+ de los partidos de la NBA en España. Hurtado acompaña al periodista Fran Fermoso, con el que compartió las retransmisiones de los martes y miércoles por la noche hasta 2019. En ese periodo presentó, junto a Antoni Daimiel y Guille Giménez, el programa semanal de repaso a la competición Generación NBA. Programa donde desarrolló la sección "La Pitipedia" que fue citada por la cadena estadounidense TNT en la final de conferencia de la NBA en 2018.
En verano de 2019, anuncia su incorporación a la cadena DAZN, donde retransmitirá y comentará la Euroliga 2019-20.

## Trayectoria como técnico
- 1989-1992 Entrenador MiniBasket Colegio San Antonio de Padua (Cáceres)
- 1992-1998 Estadístico oficial ACB Cáceres C.B.
- 1998-1999 Entrenador Alevín Masculino Cáceres C.B.
- 1998-1999 Entrenador Infantil Masculino Cáceres C.B.
- 1999-2000 Entrenador Infantil Masculino Cáceres C.B. (6.º clasificado Campeonato de España) Delegado Cáceres C.B. Liga ACB.
- 2000-2001 2º Entrenador Cáceres C.B. Liga ACB. (Semifinales Copa del Rey 2001, octavos de final de Copa Korac)
- 2001-2002 2º Entrenador Cáceres C.B. Liga ACB. Entrenador Cadete Masculino Cáceres C.B. (6.º clasificado Campeonato de España)
- 2003-2004 AB Mérida. Liga EBA. Primer entrenador.
- 2004-2005 AB Mérida. Liga EBA. Primer entrenador.
- 2005-2006 CAI Zaragoza. Liga LEB. Segundo entrenador.
- 2007-2008 Cáceres 2016. Liga LEB de Plata. Primer entrenador. (Semifinales Final 4)
- 2008-2009 Cáceres 2016. Liga LEB de Oro. Primer entrenador.
- 2009-2010 Cáceres 2016. Liga LEB de Oro. Primer entrenador.
- 2011-2012 Seleccionador de Extremadura Mini Basket, Director Escuela Sagrado Corazón (Cáceres).
- 2012-2013 Seleccionador de Extremadura infantil, Director Escuela Sagrado Corazón (Cáceres).
- 2013-2015 Levanga Hokkaido. JBL. Primer entrenador.
- 2015 Guaiqueríes de Margarita LPB-Venezuela. Primer entrenador. (Semifinales LPB)
- 2015-2016 Entrenador Categorías Inferiores Cáceres-San Antonio.
- 2016-2018 Entrenador Categorías Inferiores CB Tres Cantos (Madrid).
- 2024  Entrenador The Embassy Team U19 (AVANCE at L'ATTITUDE BASKETBALL CLASSIC TOURNAMENT, 1st Tier High Schools USA)[10]
- 2023-2025 Entrenador Cadete A y Junior 1er año CB Tres Cantos (Madrid).
- 2025 Entrenador equipo nacional de Jordania (Partidos de clasificación FIBA para Asia Cup)[11][12]

## Estadísticas
| Equipo                 | Temp.   | P   | V   | D  | %V-D | Finalizó        | PP | VP | DP | %V-DP | Resultado                                    |
| ---------------------- | ------- | --- | --- | -- | ---- | --------------- | -- | -- | -- | ----- | -------------------------------------------- |
| Quesos Monteoro Mérida | 2003-04 | 30  | 16  | 14 | .533 | 6º en Grupo D   |    |    |    |       |                                              |
| Quesos Monteoro Mérida | 2004-05 | 30  | 17  | 13 | .566 | 5º en Grupo D   |    |    |    |       |                                              |
| Cáceres 2016           | 2007-08 | 24  | 16  | 8  | .666 | Semifinales     | 3  | 2  | 1  | .666  | Final 4 ascenso                              |
| Cáceres 2016           | 2008-09 | 34  | 15  | 19 | .441 | 11º             |    |    |    |       |                                              |
| Cáceres 2016           | 2009-10 | 8   | 3   | 5  | .375 | (dimisión)      |    |    |    |       |                                              |
| Levanga Hokkaido       | 2013-14 | 54  | 31  | 23 | .574 | 4º en Este      | -  | -  | -  | -     | Mejor % victorias de la historia de Levanga- |
| Levanga Hokkaido       | 2014-15 | 16  | 4   | 12 | .250 | (rescisión)     | -  | -  | -  | -     | -                                            |
| Guaiqueríes Margarita  | 2015    | 9   | 6   | 3  | .666 | 5º Liga Regular | 5  | 1  | 4  | .200  | Semifinales                                  |
| Total                  |         | 205 | 108 | 97 | .526 |                 | 8  | 3  | 5  | .378  |                                              |

## Trayectoria en medios de comunicación
- 2011-2012 Editor vídeos tácticos para Euroleague.net.
- 2012-2013 Comentarista de Euroliga en Marca TV.
- 2013-2015 Columnista y colaborador revista Gigantes del Basket.
- 2015-2019 Comentarista de Liga ACB, Euroliga y NBA en Movistar+.
- 2016-2019 Copresentador en programa Generación NBA (Movistar+). Sección propia: "La Pitipedia"[13]
- 2016-2019 Copresentador en programa EUROFIGHTERS (Movistar+).
- 2019-2023 Comentarista de Euroliga en DAZN, columnista en El Mundo,[14] colaborador en revista Gigantes del Basket.[15]
- 2019-2022 Presentador de los programas "The Coaching Experience"[16] y "En la retina"[17] en la plataforma DAZN. Entrevistas a fondo a entrenadores de máximo nivel europeo de baloncesto.
- 2023-2024 Comentarista de Euroliga en Movistar+. Copresentador en programa EUROFIGHTERS (Movistar+)